# Auburn (Washington)
Auburn è una città di 70.180 abitanti degli Stati Uniti d'America, situata nella contea di King, nello Stato di Washington.